# Liste der Monuments historiques in Chalautre-la-Grande
Die Liste der Monuments historiques in Chalautre-la-Grande führt die Monuments historiques in der französischen Gemeinde Chalautre-la-Grande auf.

## Liste der Bauwerke
| Bezeichnung       | Beschreibung              | Standort | Kennzeichnung | Schutzstatus | Datum | Bild           |
| ----------------- | ------------------------- | -------- | ------------- | ------------ | ----- | -------------- |
| Kirche St-Georges | Erbaut im 12. Jahrhundert | (Lage)   | PA00086853    | Inscrit      | 1971  | weitere Bilder |

## Liste der Objekte

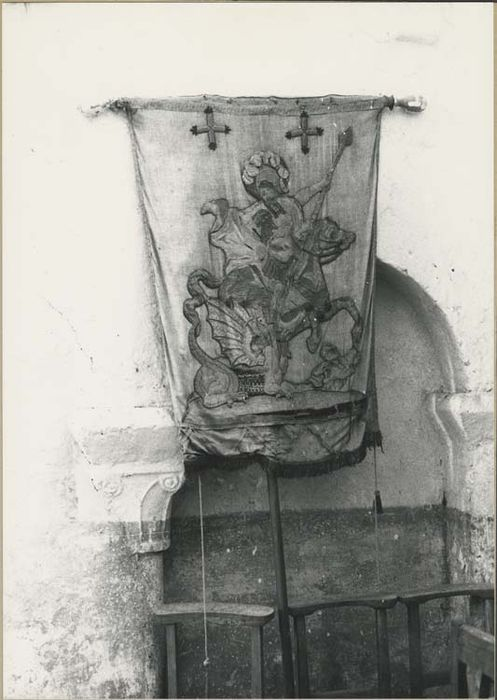
Prozessionsfahne aus dem 19. Jahrhundert in der Kirche St-Georges

- Monuments historiques (Objekte) in Chalautre-la-Grande in der Base Palissy des französischen Kultusministeriums